# František Hrůza
František Hrůza (25. února 1923 Jaroměřice nad Rokytnou – 17. září 2017 Blízkov) byl římskokatolický kněz a kaplan Jeho Svatosti, byl v letech 1959–2009 farářem v Měříně ve velkomeziříčském děkanství brněnské diecéze.

## Život
Narodil se v roce 1923 v Jaroměřicích nad Rokytnou. V roce 1942 maturoval v Moravských Budějovicích, a od roku 1943 byl totálně nasazen. Teologická studia dokončil v roce 1950, a téhož roku byl vysvěcen na kněze. V témže roce byl povolán na vojnu, a strávil tři roky u PTP.
V roce 1954 získal státní souhlas, a následně byl dva roky kaplanem v Roudnici nad Labem. V roce 1956 se mohl vrátit na Moravu, a to jako kaplan do Jemnice, odkud odešel v r. 1959 jako farář do Měřína.
Za padesát let jeho působení v Měříně byly vybudovány v přifařených obcích 3 kaple (1970 v Blízkově, 1998 v Meziříčku, a 2006 v Černé). Rovněž byl do dnešní podoby upraven interiér měřínského kostela.
V roce 2000 jej papež Jan Pavel II. jmenoval kaplanem Jeho Svatosti. V roce 2009 odešel do penze, a dále působil v Měříně jako výpomocný duchovní.
K jeho devadesátinám mu brněnský biskup Vojtěch Cikrle udělil v únoru 2013 medaili sv. Cyrila a Metoděje jako významné osobnosti brněnské diecéze.